# Hydrochorea corymbosa
Hydrochorea corymbosa är en ärtväxtart som först beskrevs av Louis Claude Marie Richard, och fick sitt nu gällande namn av Rupert Charles Barneby och James Walter Grimes. Hydrochorea corymbosa ingår i släktet Hydrochorea och familjen ärtväxter. Inga underarter finns listade i Catalogue of Life.